# Schistostoma truncatum
Schistostoma truncatum är en tvåvingeart som först beskrevs av Friedrich Hermann Loew 1864.  Schistostoma truncatum ingår i släktet Schistostoma och familjen styltflugor. Inga underarter finns listade i Catalogue of Life.